# アンドレ (俳優)
アンドレ（1965年11月2日 - 2011年1月12日）は、日本の俳優。東京都出身。旧名は、安藤 麗二（あんどう れいじ）、山口 剛（やまぐち つよし）。所属事務所はRIKIプロジェクト。

## 人物
1985年公開の映画『バロー・ギャングBC』でデビューする。その後は悪役を数多く演じる。
芸名・アンドレの由来は、「安藤麗二」時代に呼ばれていた愛称から。
2015年9月14日、4〜5年前（2011年1月12日）に末期の肺がんで死去し45年の生涯を終えていたことが、竹内力の新曲発表の場で明らかにされた。竹内の新曲「桜のように」は、竹内自身が作詞したもので親友でもあったアンドレを偲んで製作したという。

## 出演

### 映画
- バロー・ギャングBC（1985年、東映クラッシックフィルム）
- 湘南爆走族（1987年、東映） - 横浜御伽のメンバー ※安藤麗二名義
- グッドバイ（1989年） - 杉崎良一
- ふうせん（1990年） - 古谷
- 本気!（1991年、東映） - 矢印
- 修羅の伝説（1992年、東映）
- 武闘派仁義 完結篇（1994年） - 竹田聡
- 修羅がゆく（1995年） - 本郷組古参幹部 一色達哉
- GONIN（1995年）※安藤麗二名義
- GONIN2（1996年、松竹）- 野崎の部下
- 走らなあかん 夜明けまで（1996年） - 安東
- 男たちのかいた絵（1996年、スコルピオン＝シネマ・ドゥ・シネマ） - 安永 ※安藤麗二名義
- 借王3（1998年） - 堂島(総会屋)の部下 ※山口剛名義
- 突破者太陽傳（2000年5月27日、大映） - 塚越輝生 ※山口剛名義
- 岸和田少年愚連隊 カオルちゃん最強伝説（2001年、セディックインターナショナル） - 四万十剛 ※山口剛名義
- 獅子の血脈（2001年、グルーヴコーポレーション）- レストランバー店主
- 修羅の群れ（2002年） - 天使

### テレビドラマ
- オヨビでない奴! 第4,8話（1987年、TBS） - 菊池
- はいすくーる落書（1989年、TBS） - 京浜実業高校二年機械科 足立政憲
- はいすくーる落書2（1990年、TBS）
- 十年愛（1992年、TBS）
- 若者のすべて（1994年、フジテレビ） - 反町
- NHK連続テレビ小説 さくら（2002年） - 倉持 ※山口剛名義
- マイ☆ボス マイ☆ヒーロー（2006年、日本テレビ） - 関東鋭牙会幹部
- NHK大河ドラマ 功名が辻（2006年、NHK） - 織田有楽斎
- 華麗なるスパイ MISSION 3「恋する韓流スター」（2009年8月1日、日本テレビ） - ハン・ドンヒョン

ほか

### オリジナルビデオ
- 真・仮面ライダー 序章（1992年） - 豪島/改造兵士レベル2
- 仁義2.3.4.5.7（1994年 - 1996年） -  墨田川会相同組組員 青木（墨田川会黒川組組員）
- BE-BOP-HIGHSCHOOL 1 舌先三寸歩武堂々（1996年）
- 新ピイナッツ（1997年）
- どチンピラ19・20（1997年）
- 本気!12-野望編-（1999年）- 熊代
- 首領への道13・14（2000年） - 滝岡組若頭 梅本昇 ※山口剛名義
- 真・雀鬼4（2000年）
- 新・麻雀放浪記 旅情編（2000年）
- 極悪 人間魚雷ブルース（2001年） - トミタ
- 新・広島やくざ戦争 武闘派列伝 伝説の広島極道 山上功治の生涯（2002年）- 岡島組組員
- 岸和田少年愚連隊 カオルちゃん最強伝説（2003年 - 2007年） - 四国番長 四万十剛
  - 岸和田少年愚連隊 カオルちゃん最強伝説 番長足球（2003年）※山口剛名義
  - 岸和田少年愚連隊 カオルちゃん最強伝説 妖怪地獄（2004年）※山口剛名義
  - 岸和田少年愚連隊 カオルちゃん最強伝説 マレーの虎（2005年）※山口剛名義
  - 岸和田少年愚連隊 カオルちゃん最強伝説 女番哀歌（スケバンエレジィ）（2007年）
  - 岸和田少年愚連隊 カオルちゃん最強伝説 中華街のロミオとジュリエット（2007年）
- 死刑確定V（2006年）
- 平成清水一家（2007年） - 武並組幹部

ほか

### 舞台
- 榎本武楊

### ゲーム
- アナザー・マインド（1998年、スクウェア） - 木場智次 役